# Linie Beau

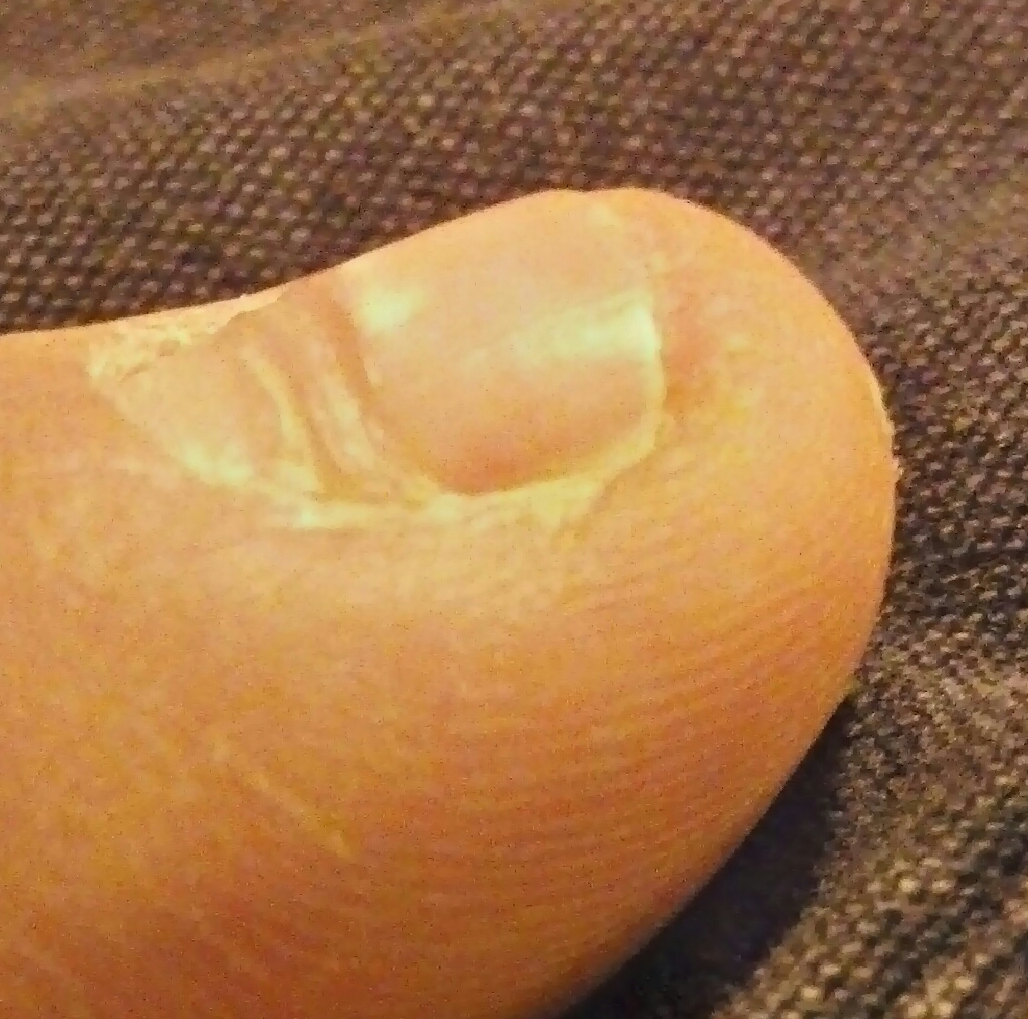
Linie Beau

Linie Beau (ang. Beau lines) – zmiany paznokci mające postać jednolitych rowków przebiegających poprzecznie, równolegle do siebie, przez płytkę paznokciową. Zazwyczaj najwyraźniejsze są na paznokciach paluchów i kciuków. Spowodowane są zatrzymaniem wzrostu płytki przez chorobę układową albo działanie toksycznych substancji. Jako pierwszy opisał je Johann Christian Reil, 50 lat wcześniej niż Joseph Honoré Simon Beau, którego uważa się za pierwotnego odkrywcę w 1846 roku.